# Saint-Pierre-de-Frugie
Saint-Pierre-de-Frugie – miejscowość i gmina we Francji, w regionie Nowa Akwitania, w departamencie Dordogne.
Według danych na rok 1990 gminę zamieszkiwały 413 osoby, a gęstość zaludnienia wynosiła 19 osób/km² (wśród 2290 gmin Akwitanii Saint-Pierre-de-Frugie plasuje się na 779. miejscu pod względem liczby ludności, natomiast pod względem powierzchni na miejscu 469.).